# Станчу, Рауль
Рау́ль Алекса́ндру Ста́нчу (рум. Raul Alexandru Stanciu; 26 марта 2007, Арад) — румынский футболист, нападающий клуба «Лечче».

## Клубная карьера
Дебютировал в Лиге I за УТА против Университатя Крайова 18 августа 2023 года. Он дебютировал в 16 лет и 5 месяцев, будучи на тот момент самым молодым дебютантом УТА в Лиге I.